# Rhacophorus annamensis
Rhacophorus annamensis es una especie de anfibio anuro de la familia Rhacophoridae que habita en Camboya y Vietnam. 
Esta especie está en peligro de extinción por la pérdida de su hábitat natural.